# Martin Zbrožek
Martin Zbrožek (* 18. června 1963 Teplice) je český houslista, zpěvák, herec a moderátor. 

## Životopis
Absolvoval základní školu v Teplicích a studoval na tamní konzervatoři hru na housle, od mládí se věnoval i herectví. Po absolutoriu školy hrál nejprve v různých hudebních skupinách, později vystupoval s kapelou Melody Makers Ondřeje Havelky, po odchodu od Ondřeje Havelky hrál jazz po celé Evropě, nakonec se k Melody Makers zase vrátil. V roce 1989, krátce před sametovou revolucí, emigroval se svojí rodinou do Západního Německa. Po návratu do vlasti vystupoval jako herec v divadlech Teatro a improvizačním divadle Vizita, kde působil jako herecký partner Jaroslava Duška (což je jeho osobní přítel a kamarád, se kterým se zná již od dětství).
Jakožto moderátor je znám především ze svého působení při předávání filmových ocenění Český lev. Byl ženat s herečkou Marthou Issovou. Nadaboval filmovou postavu Dj Arnoštka v českém filmu Kouř Tomáše Vorla, kterou ztvárnil Šimon Caban.